# Покровський вугленосний район
Покровський вугленосний район (колишній Гришинський, пізніше - Красноармійський) розташований у межах Донецького вугільного басейну (адміністративно — в межах Донецької області). Найбільшими населеними пунктами на його території є Курахівка, Покровськ, Селидове, Гродівка, Добропілля, Новогродівка. На заході район межує із Дніпропетровською областю. Район витягнений у північно-західному напрямку на 100 км при середній ширині вугленосних відкладів 20–25 км. Площа — близько 1900 км².
Територія району розташована на західному схилі вододільного підняття поміж ріками Дніпро й Сіверський Донець. Район перетинається залізничними магістралями й автомобільними дорогами.

## Історія

### Перші згадки
Вперше словосполучення «Гришинський кам'яновугільний район» зустрічається в роботі інженера І.П.Табурно, директора Західно-Донецького кам’яновугільного товариства, датованою 1902 роком. Він зазначав: «Всі пласти [вугілля] пролягають в районі [станцій] Юзове – Мушкетове – Мандрикине – Руднична (нині Рутченкове. – прим.), (до 40 робочих пластів), переходять на захід від лінії Ясинувата – Оленівка, захоплюючи східну частину трикутника Оленівка – Ясинувата – Чаплине і п'ятикутника Ясинувата – Слов'янськ – Лозова – Синельникове – Чаплине, в яких площах понині відкрито до 20 робочих пластів... Східні половини обох названих площ (трикутної і п'ятикутної) заповнені описаними пластами. Тим часом ці 2 половини складають близько 4500 кв. верст... За кількістю і якістю вугілля, що залягає, описаний район, який, для зручності, будемо називати «Гришинським кам'яновугільним районом», представляється досить багатообіцяючим... для найширшого розвитку кам'яновугільного видобутку в найкоротший термін».
І.П.Табурно за фахом був інженером-металургом, а геологією й гірництвом володів у межах, достатніх для керівництва гірничим підприємством, відповідним акціонерним товариством, а також для задовільного ведення бізнесу. Тому його термін «Гришинський кам’яновугільний район» виник переважно на інтуїтивному рівні, хоча і з використанням результатів останніх досліджень геології вугільних родовищ у західній частині Донецького басейну таких видатних вчених-геологів, як Л.І.Лутугін, Ф.М.Чернишов, О.В.Гуров тощо. Втім, для характеристики запасів окресленого району, в якості основного пласту вугілля І.П.Табурно запропонував найбільш відомий йому «Бахіревский» пласт f3, що на повірку виявилося хибним твердженням. Припущення І.П.Табурно щодо окремого в геологічному плані району потребували подальших досліджень і уточнень.
Дослідження характеру залягання гірських порід карбону, а також складу вугілля, вугленосності свит вугільних пластів у західній частині Донецького басейну, виконані у 1911-1927 роках (із перервою у 1916-1921 роках) вченими-геологами Л.І.Лутугіним й О.О.Гапєєвим, зняли більшість питань щодо позиціонування окремого в геологічному плані району із притаманними лише йому властивостями. Л.І.Лутугін визначав його так: «Під назвою «Гришинський вугленосний район» розуміємо широку смугу вугленосних відкладень, що знаходяться в західній частині Донецького басейну... Смуга має напрямок з півдня і південного сходу на північ і північний захід, і з півдня зливається, повертаючи, з Юзівським вугленосним районом. На наміченій площі вугленосні відкладення виступають на денну поверхню лише за течією річок і найглибших балок, на іншому ж просторі вони прикриті третинними, піщаними й глинистими відкладеннями, що досягають місцями значної потужності в 20 і більше сажнів... Вже згадана смуга перетинається впоперек річками Бик, Солона, Вовча та іншими, дрібнішими. Зі сходу смуга стикається з річками Казенним Торцем і Вовчою».
О.О.Гапєєв уточнював: «Гришинський район. Під цією назвою розуміється велика площа численних і зазвичай ізольованих виходів кам'яновугільних відкладень, в тому числі вугленосних, розсіяних серед області суцільного розвитку теоретичних осадів, розвинених на захід від головної кам'яновугільної площі Донецького басейну. Ці виходи карбону по західній околиці останнього приурочені здебільшого до долин річок Вовчої, Солоної, верхів'їв Казенного Торця, Бика і Самари. У сукупності вони обіймають смугу кам'яновугільних порід, що тягнуться під покровом третинних відкладень від західної частини Юзівського району в основному північно-західному напрямку до верхів'їв річки Самара».
Отже, у визначеннях Гришинського вугленосного району, запропонованих як І.П.Табурно, так і Л.І.Лутугіним і О.О.Гапєєвим, чітко позиціонується одна й та ж сама територія, яка обмежена долиною річок Вовча і Сухі Яли в районі Курахового, Курахівки на півдні, долиною річки Самара в районі Олександрівки і залізницею Лозова – Слов’янськ північніше останньої, а також частково долинами Казенного Торця на сході, Бик і Гнилуша – на заході. Вугленосна смуга шириною до 20-25 км із центром у Покровську проходить через райони міст Селидове, Новогродівка, Мирноград, Добропілля тощо. 

### Географічне положення, транспортні комунікації
У загальному напрямі із південного сходу на північний захід ця смуга перерізається одноколійною не електрифікованою залізницею Рутченкове – Покровськ – Дубове, яка облаштована вугленавантажувальними станціями Родинська, Легендарна й під’їзними коліями на Кураховку, Добропілля. Із заходу на схід ця смуга в самому її центрі перетинається трасою двохколійної електрифікованої залізниці Чаплине – Ясинувата, із вугленавантажувальними станціями Удачна, Покровськ, Гродівка й під’їзними коліями підприємств промислового залізничного транспорту в напрямі міст Селидове і Мирноград. Залізниці Покровськ – Рутченкове і Покровськ – Ясинувата пов’язують шахти Покровського вугленосного району із Старим Донбасом, портом Маріуполь і Південним промисловим районом Російської Федерації. Залізниця Покровськ – Чаплине пов’язує наші шахти із Придніпров’ям і центральними районами України. Залізниця Покровськ – Дубове надає змогу виходу вугілля колишнього Гришинського вугленосного району в напрямі Харкова і центральних районів Російської Федерації. Врешті-решт, залізниця Покровськ – Павлоград має місцеве значення, пов’язуючі два центри вуглевидобутку на сході України.

### Короткі дані про початок вуглевидобутку і геологічну розвідку
Кустарні шахти, копальні, копанки, «дудки», «колодязі» тощо – невід’ємна частина місцевого фольклору, що непрямим чином вказує на розробку в нас кам’яного вугілля з давніх-давен. Народні перекази, наприклад, вказують на розробку вугілля в районі Заячої балки (Малинівка) ще за часів Петра I. Звичайно, документального підтвердження ця інформація немає. У легендах і переказах відкриття кам’яного вугілля в наших місцях приписують:
- запорізьким козакам і чумакам: як ті, так й інші, більшу частину свого свідомого життя проводили далеко від дому, тобто ночували в степу і, згідно з легендами, були змушені зігріватися холодними ночами. Якимось таємничим чином загадкові «чорні камені», - фрагменти пласта вугілля, що виходить на поверхню, потрапляли в вогонь, і від них було багато жару. Яким чином наші герої залишалися непоміченими в степу, що буквально кишив татарами, вночі (яскравий вогонь) і вдень (чорна кіптява) – історія замовчує;
- селянам і поміщикам: під час «виходів» в поле виявлявся неприродно чорний ґрунт, який, до того ж, горів у вогні, знов таки даючи багато жару. Як правило, першовідкривачами в даних історіях служать селяни, які знаходять вугілля самі або завдяки диким тваринам (наприклад, завдяки лисиці, що говорила, в легенді про відкриття вугілля в районі Лисичанська) або гризунам (ховрашкам у багатьох переказах), а після – повідомляють (або не повідомляють) про свою знахідку поміщикам.
На жаль, до сих пір не виявлено жодного документа, що вказує на початок розробки вугілля саме в наших місцях запорізькими козаками, - ані до ліквідації Запорізької Січі, ані в перші роки після її скасування, коли козацький стан ще існував. Дані про існування хутора козака Ваула в районі сучасного Мирнограда (Димитрова), який знав секрет «гарячого каменю», автор даної версії не підтвердив ані документами, ані навіть записами розпитувань старожилів. Немає свідчень, що підтверджують «чумацьку» версію про початок розробки вугілля у нас. Проте гужову доставку вугілля, - на волах, в возах, якій довгий час не було альтернативи, в документах другої половини XIX століття називали «чумацькою». «Пласт вугілля g2 ... розроблявся колись давно, «коли вугілля ще на волах возили», невеликою шахтою Євецького... на північний схід від Зеленої», - в ХХ столітті писав О.О.Гапєєв.
Якщо ж вірити документам, про наявність вугілля на території вказаного вугленосного району було відомо ще у XVIII столітті. У 1791 році очільник Новоросійської губернії П.Зубов знаряджає в Донбас експедиції з метою вивчення запасів сировини для майбутнього розвитку промисловості. Ще тоді гірничий інженер І.Брігонцов, за розпорядженням Новоросійського генерал-губернатора, вивчав родовища кам'яного вугілля. У своєму рукописі «Руководство к познанию, разрабатыванию и употреблению каменного угля…» (Катеринослав, 1795), інженер вказав, що «... знаходиться кам'яне вугілля в Павлоградському повіті в селі Гродівці на річці Журавці, Святогорівці, Економічній і ще в іншому місці на річці Грузькій і Липовому байраці». Одночасно з І.Брігонцовим, гірничий інженер В.Піленко знаходить вугілля в долині річки Вовча біля Андріївки (Великоновосілківського району).
Починаючи з 1830 року, в Донбас направляються гірничі інженери і геологи з метою вивчення тутешніх родовищ вугілля та інших корисних копалин. У 1839 році А.А.Анісімов виявив кам'яновугільні відкладення в долині річки Казенний Торець, які простежувалися аж до гирла Грузької (територія Добропільщини). Розвідка родовищ вугілля в районі Курахівки також проводилася з 30-ті роки XIX століття; роботами керував штабс-капітан А.В.Гур’єв (відомий його відповідний звіт 1834 року). Тут уже розробляли кустарним способом вугільний пласт m2 потужністю 0,5-0,6 м. Проте, розвідувальні роботи перервалися на півтора десятиліття і поновилися лише в 1849 році. У 1838 році гірничий інженер П.С.Кульшин виявив родовище вугілля в долині річки Сухі Яли. До 50-х років XIX століття в Катеринославської губернії було відкрито 50 кам’яновугільних родовищ, в тому числі в долинах річок Казенний Торець, Вовча, Солона.
У 40-х – 50-х роках XIX століття в районі казенного села Селидівка відкрилися перші кустарні поміщицькі і селянські шахти. Однак, внаслідок відсутності на той час в Донбасі залізниці і попиту на мінеральне паливо в околицях, розробка родовища вугілля виявилася нерентабельною і більшість копалень незабаром закрили. Приблизно з цього ж часу розпочинається кустарна розробка вугілля в районі Гродівки. У 1852 році розпочалася кустарна розробка вугілля в районі Золотого Колодязя, у 1857 році – Завидового (нині – село Завидо-Кудашове Добропільського району). Починаючи з 60-х років XIX століття, знаходимо документальні підтвердження кустарного вуглевидобутку в районі села Новоекономічне. Впродовж 50-х – 60-х років XIX століття виникли кустарні копальні також в долині річки Вовча – у великій кількості від Сонцового до Галицинівки.
Новий сплеск геологічної розвідки, а з нею – і розробки вугільних родовищ на території колишнього Гришинського вугленосного району пов’язаний із проектуванням у 60-х – 70-х, і будівництвом у 80-х роках XIX століття Катерининської залізниці. Ще у 1863 році генерал-лейтенант корпусу гірничих інженерів Г.П.Гельмерсен отримав завдання уряду на додаткову розвідку корисних копалин в зоні тяжіння до траси проектованої залізниці Грушівка (Шахти Ростовської області) – Катеринослав. Він, а також гірничі інженери брати Носови, вивчили і описали родовища корисних копалин і діючі вугільні копальні в Донецькому басейні, в тому числі поруч із трасою вказаної залізничної лінії, - в районах Золотого Колодязя, Завидового, Новоекономічного, Гродівки. Завидівське родовище вугілля у 60-х роках також описав видатний вчений Н.Д.Борисяк. В 70-х роках XIX століття вугільне родовище в районі Курахівки на предмет можливості тривалої розробки досліджувало французьке Гірниче і Промислове товариство на півдні Росії.
Розпочате у 1881-1882 році будівництво Катерининської залізниці лише посилило присутність геологів і гірничих інженерів на «західній околиці Донецького басейну». Розпочинаються системні пошуки вугілля і вивчення нашого району, результати яких не втратили наукової цінності й понині. З 1882 році долину річки Солона на предмет наявності кам’яного вугілля досліджує Д.О.Стемпковський. Магістр геології, згодом – професор О.В.Гуров вивчає розповсюдженість донецького вугілля на промисловому півдні Росії, і робить революційні на той час висновки: пласти вугілля, які розробляються у Старому Донбасі, продовжуються на захід і північний захід, на територію сучасного Покровського району і далі. Ним у 1883-1884 роках було знайдене і розвідане родовище вугілля на річці Самара в районі Олександрівки. Згодом О.В.Гуров дійшов до висновку, що «ізольовані» родовища вугілля в районах Жовтої, Селидівки, Зеленої, Новоекономічного, Завидового, Золотого Колодязя, Олександрівки тощо представлені пластами різних свит, які наявні у Старому Донбасі. Дослідження нерозривності пластів вугілля Старого і Західного Донбасу, виконані у 90-х роках XIX століття професорами Ф.М.Чернишовим і Л.І.Лутугіним, лише підтвердили достовірність висновків О.В.Гурова.
Піонер промислового вуглевидобутку в районі Гришиного, згаданий вище директор Західно-Донецького кам’яновугільного товариства І.П.Табурно, так підсумував результати тих досліджень: «Геологічні дослідження, проведені в 1892 і 1893 роках, за розпорядженням уряду, геологами Чернишовим і Лутугіним, довели безпосередній зв'язок порід даного району з породами, що залягають по Кальміусу, починаючи від станції Ясинувата, на південь до станції Мушкетове... Потім [вугільні пласти] з'являються на річці Вовчій, вниз від Курахівки, йдуть через землю селян села Шахової (Іллінки. – прим.), через землю панів Бахіревих, на землю селян села Гришине». «До 40 робочих пластів переходять на захід від лінії Ясинувата - Оленівка,.. в яких площах понині відкрито до 20 робочих пластів, що складають їх продовження, з яких особливо добре досліджений (відкритий протягом близько 40 верст по простяганню) так званий Бахіревскій пласт, 3/4 аршини завтовшки, який отримав назву за прізвищем власників села Жовтої, де він вперше був знайдений. Всі ці 40 пластів.., мають простягання між станціями Ясинувата і Мандрикіне в напрямку на північний захід, роблять потім досить крутий поворот.., переходячи спочатку в простягання північне, аж до селищ Жовта (Бахірева), Новотроїцьке (Войнова), Дмитрівка (Бодянського) і Удачна (Карпова), від яких отримують напрямок північно-західний, а потім вже по лінії селищ Беззаботівка (Шкорупіна) і Олександрівка (Бахметьева) переходять на північний схід… Бахіревскій пласт,.. [не доходить] до лінії Лозова – Слов'янськ,.. і встановлює простягання пластів у названих межах у 125 верст».
Саме у 80-х роках поновили кустарний вуглевидобуток в районі села Селидівка, а також розпочали розробляти вугілля в районах Жовтої і Зеленої південніше станції Гришине Катерининської залізниці. Були створені передумови для налагодження промислового вуглевидобутку в районі Новоекономічного, втім перші спроби дати промислове вугілля, здійснені тут Південно-Руським Дніпровським металургійним товариством, виявилися невдалими. У 90-х роках XIX століття – на початку ХХ століття з’явилися кустарні шахти в районах Святогорівки, Віровки, села Добропілля, Богодарівки (Світлого), Мирної Долини, Лисої гори (Шевченко).
У 1898 році в районі Лисої гори було відкрито Преображенський кам’яновугільний рудник В.Н.Файнштейна, який за певних припущень можна вважати першим промисловим вугільним підприємством, яке діяло тривалий час (приблизно 20 років) і продуктивність якого обчислювалася мільйонами пудів вугілля на рік, що на один-два порядки вище, аніж кустарні селянські й поміщицькі копальні. Саме він і є предтечею Шевченківського рудника, шахти якого працювали аж до 1989-1990 років. Після ретельних розвідок у 1899-1900 роках, у 1902 році в Сазоновій балці відкрилася дрібна шахта І.П.Табурно, яку дослідники історії вуглевидобутку в Гришинському районі вважають за предтечу крупного рудника Західно-Донецького кам’яновугільного товариства. Останній, згідно із офіційною статистикою Ради З’їзду гірничопромисловців півдня Росії, відвантажував вугілля по станції Гришине з 1903 року. І на Преображенському руднику В.Н.Файнштейна, і на руднику Західно-Донецького кам’яновугільного товариства, розробляли «Бахіревський» вугільний пласт, який вже неодноразово згадувався.
У 1911-1916 роках було відкрито капітальні рудники в районах сучасних міст Мирноград і Добропілля: Новоекономічний, Гродівський, Святогорівський і Добропільський (Ерастівський). Одночасно було розпочато системні геологічні розвідки у Гришинському вугленосному районі, за результатами яких були відкриті капітальні шахти від Курахівки до сучасного Новодонецького. Та вік кустарних і напівкустарних вуглекопалень тривав ще досить довго: остання така шахта в субрегіоні була закрита наприкінці 50-х років ХХ століття. 

## Геологічна характеристика

### Геологічна вивченість
Отже, перші відомості про розробку вугільних пластів невеликими шахтами у даному районі відносяться до другої половини XIX сторіччя. Планомірні геологічні роботи почались після геологічної зйомки території у масштабі 1:125000, виконаної у 1911–1924 рр. Олександром Гапєєвим. Перша велика шахта № 1-1 «біс» «Центральна» почала роботу у 1916 році. К 1954–1956 рр. практично було завершено розвідку горизонтів основних вугленосних свит на всьому простяганні.

### Геологічна будова
Район складений кам'яновугільними відкладами, які у південній та центральній частинах перекриті четвертинними й палеоген-неогеновими нашаруваннями, а у північній — ще й тріасовими та юрськими, у зв'язку з чим потужність покриву зростає з 20–50 м на півдні до 520 м на півночі.
Кам'яновугільні відклади представлені усіма свитами середнього і нижніми свитами верхнього карбону (свити С1
2-С7
2, С1
3).
Мезозой представлений відкладами тріасової та юрської систем; розвинений у північній частині району. Для тріасу характерні пісковики й глини потужністю до 190 м. Юра представлена глинястими відкладами потужністю до 150–300 м.
Палеогенові відклади розташовуються на породах карбону або мезозою з кутовим незбігом, складені кварцовими пісками, глинами, опоками, з лінзами залізистих пісковиків і зливних кварцитів. Їх загальна потужність — понад 50–70 м.
Неогенові відклади зустрічаються у вигляді острівців у західній та південно-західній частинах району. Зазвичай це глини й пісковики.
Четвертинні (антропогенові) відклади представлені глинами й суглинками потужністю від 10–20 до 50 м, розповсюджені практично усюди.

### Тектоніка
У тектонічному відношенні район розташований у межах великої монокліналі південно-західного крила Кальміус-Торецької западини. Основне простягання шарів порід північно-західне, падіння змінюється від східного на півдні до північно-східного на півночі та у центральній частині. Кут падіння зазвичай від 3–4° до 12–15°.
Монокліналь Покровського району відноситься до найспокійніших великих структурних елементів Донбасу. Додаткові складки другого порядку отримали тут незначний розвиток (Вовчанський купол, Новогродівська флексура та ін.).
Значно інтенсивніші прояви у районі розривної тектоніки. Це насуви субмеридіонального напрямку (Селідовський, Центральний, Покровський, Самарський). Усі вони розтинають породи карбону у напрямку, діагональному відносно до простягання порід, падають на схід під кутами 20–40° з вертикальною амплітудою зміщення до 150–300 м. Окрім насувів, у районі виявлені нормальні скиди (Добропільский, Новогродівський), малоамплітудні розриви. Амплітуди скидів сягають 50–80 м. Винятком є Криворізько-Павлівський скид, який у межах району має амплітуду до 400 м, розриваючи породи свит С1
2-С2
2.

### Вугленосність
Усі відклади карбону у межах району в тій чи іншій мірі вугленосні. У районі виявлені 52 пласти, які сягають робочої потужності (див. таблицю). Основна вугленосність пов'язана з відкладами свит C5
2-C7
2, які містять 32 робочих пласти, з яких 11 — k5, k7, k8, l1, l3, l6, l8, m3, m0
4 і m2
4 — поширені на значних площах, мають відносно велику потужність (0,7–1,6 м); потужність решти пластів не перебільшує 0,65 м.
| C1 3 | 580 | 10 | 4  | n1                 | n3 0, n1 , n2 1      |
| C7 2 | 400 | 20 | 11 | m2, m3, m0 4       | m1 5, m1 6, m2 6, m7 |
| C6 2 | 210 | 13 | 11 | l1, l3, l6, l7, l8 | l4, l5, l1 8, l2 8   |
| C5 2 | 270 | 22 | 10 | k5, k7, k8         | k6                   |
| C4 2 | 220 | 10 | 5  | —                  | i5 1, i3             |
| C3 2 | 315 | 10 | 7  | h1, h10            | h1 4, h6, h7, h1 10  |
| C2   | 310 | 8  | 3  | g1                 | g1 , g2 1            |
| C1 2 | 200 | 6  | 1  | f1                 | —                    |

Відклади свит C1
2-C4
2, C1
3 вміщують 20 переважно невитриманих за потужністю й площею поширення вугільних пластів, з яких лише 4 зберігають робочу потужність у межах певної частини району.

### Якістьвугілля
Район характеризується широким розповсюдженням газового вугілля. За простяганням пластів на північ й південь вугілля поступово перетворюється на газове зменшеної спікливості й довгополуменеве. Вугілля, перехідне від газових до жирних й жирне встановлено у центральній частині району на глибинах 500–800 м.
Вугілля здебільшого гумусове. Гумусово-сапропелеве й сапропелеве вугілля зустрічається у вигляді лінзоподібних прошарків потужністю 0,05–0,15 м у покрівлі пластів k8, l2, l6, m3, m4 та n1. Інколи вони утворюють цілі пласти (m3 поблизу Курахівки й m0
4 у північній частині району).
Зольність вугілля району змінюється у широких межах — від 2,0–3,0 до 20–25 %, у середньому — 9—10 %. Вміст сірки коливається від 0,6–0,8 до 4,0–5,0 %. У малосірковому вугіллі має перевагу органічна сірка, а багатосірковому — колчеданна.
Вологість робочого палива для вугілля марки Д становить 10,7–17,6 %, Г — 4,5–9,0%. Вугілля характеризується великим виходом летких речовин (32–46 %) й питомою теплотою згоряння у межах 5480—6150 ккал/кг.
Глибина зони окисненого вугілля знаходиться на 20–30 м нижче поверхні карбону.

### Гідрогеологічніумови
Підземні води у районі присутні у кам'яновугільних, мезозойських, палеоген-неогенових й четвертинних відкладах.
Кам'яновугільні водоносні горизонти пов'язані з пісковиками й вапняками, фільтраційні властивості яких перебувають у прямій залежності від їх тріщинуватості. Одним з найбільш водоносних є закарстований вапняк L1. В окремих виробках шахт короткочасні притоки з нього сягали 200м³/годину, а в одному випадку (шахта № 2 «Новогродівка») — 2000 м³/годину.
У відкладах тріасу водоносними є галечники й пісковики. Їх водоносність є високою. Юрські відклади здебільшого маловодоносні.
Води кам'яновугільної й перекривної товщі порід характеризуються високою загальною мінералізацією (у середньому 2–2,5 г/л), великою жорсткістю (у середньому 15–20 мг-екв.). Засоленість зумовлює перевагу у верхній зоні усіх поширених у районі водоносних горизонтів сульфатно-хлоридно-натрієвих або натрієво-кальцієвих вод.

### Гірничо-геологічні умови
Розкриття шахтних полів у районі здійснюється здебільшого вертикальними стовбурами. У зв'язку з цим при проходженні водоносних пісків палеогену застосовуються спеціальні засоби.
Породи покрівлі майже усіх пластів представлені аргілітами й алевролітами, які є нестійкими. Оголення покрівлі поблизу вибою можливе на відстані не більше 1,5–2,0 м. Лише пласт k8, над яким залягає вапняк L1, утворює стійку покрівлю, яка допускає оголення до 8–10 м.
Підошвою пластів є аргіліти й алевроліти, іноді схильні до здимання.

### Газоносність
Розподіл природних газів у вугленосній товщі району вельми неоднорідний. У північно-західній частині глибина залягання метанової зони змінюється від 100–150 м до 250 м у лежачому крилі Центрального насуву. У висячому крилі Центрального насуву метанова зона залягає на глибині 100–120 м. На південному сході за простяганням порід поверхня метанової зони знижується до 350–400 м й, на півдні, за Селідовим — до 700–800 м. В цій частині району вугільні шахти віднесені до І та II категорій за газом з метаноносністю 5–7 м³/т.

### Інше
Геотермічний градієнт змінюється від 21,0 до 29,8 °C на 1000 м, а температура порід на глибинах близько 1000 м становить 30–45 °C. Зменшення температурного градієнта відбувається у напрямку з південного заходу на північний схід.

## Шахтні поля

### Розвідані дільниці
Станом на 1990 р. в межах Покровського вугленосного району виокремлено і розвідано дільниці, придатні для будівництва нових шахт з промисловою потужністю від 900 тис. т до 3 млн т на рік:
- «Самарська-Капітальна № 1».
- «Самарська-Капітальна № 2».
- «Добропільска-Капітальна».
- «Гапєєвська».
- «Північно-Родинська № 2».
- «Терешковська № 1».
- «Терешковська № 2».
- «Терешковська № 3».
- «Терешковська № 4».
- «Терешковська № 5».
- «Шевченківська-Північна».
- «Новогродівська-Глибока».
- «Орловська».
- «Лісовська-Глибока».
- «Рівнинна».

та резервні дільниці діючих шахт «Капітальна», 1/3 «Новогродівська» і закритої шахти «Селидівська».
На адміністративній межі Донецької та Харківської областей розташована Новобахметьєвська ділянка вугільного родовища, балансові запаси на якій перевищують 500 млн т. Як окрему ділянку родовища кам'яного й бурого вугілля її ідентифікували з другої половини 40-х - початку 50-х років ХХ століття.

### Закриті шахти
Шахти «5/6», 1/3 «Новогродівська», «Котляревська», «Капітальна», «Україна», «Центральна» припинили свою роботу протягом 2023-2024 років - внаслідок російського вторгнення в Україну. Поверхневі комплекси підприємств, як правило, зруйновані, шахти затоплені.
Шахти «Курахівська», імені Д. С. Коротченка, «Родинська», № 2 «Новогродівська», «Селидівська», «Водяна № 1», «Водяна № 2», «Запорізька», «Новатор», № 3-3-біс закриті у плановому порядку - через вичерпання запасів або в рамках програми реструктуризації вугільної промисловості.